# Steirodon ponderosum
Steirodon ponderosum är en insektsart som beskrevs av Carl Stål 1873. Steirodon ponderosum ingår i släktet Steirodon och familjen vårtbitare. Inga underarter finns listade i Catalogue of Life.